# Dudley Storey
Dudley Leonard Storey, novozelandski veslač, * 27. november 1939, Wairoa, † 6. marec 2017.
Storey je za Novo Zelandijo nastopil na Poletnih olimpijskih igrah 1964 v Tokiu, 1968 v Mexico Cityju in 1972 v Münchnu.
Na igrah 1968 je veslal v četvercu s krmarjem, ki je osvojil zlato medaljo. Na naslednji olimpijadi je veslal v četvercu brez krmarja, ki je osvojil srebrno medaljo.
Kasneje je bil glavni trener novozelandskih ekip, ki so nastopile na Poletnih olimpijskih igrah 1984 v Los Angelesu in na Igrah Commonwealtha 1986 v Edinburghu.